# Taralea oppositifolia
Taralea oppositifolia är en ärtväxtart som beskrevs av Jean Baptiste Christophe Fusée Aublet. Taralea oppositifolia ingår i släktet Taralea och familjen ärtväxter. Inga underarter finns listade i Catalogue of Life.